# Canal de Brienne
Pour les articles homonymes, voir Brienne.
Le canal de Brienne est un canal français qui relie la Garonne avec le canal du Midi et le canal de Garonne, à Toulouse.

## Géographie
Situé à Toulouse, dans la région Occitanie, il court sur 1 560 mètres. Il naît au niveau de la Garonne à l'amont du Bazacle par l'écluse Saint-Pierre, et rejoint et le port de l'Embouchure, point de rencontre avec le canal du Midi et le canal latéral à la Garonne marqué par les Ponts-Jumeaux.

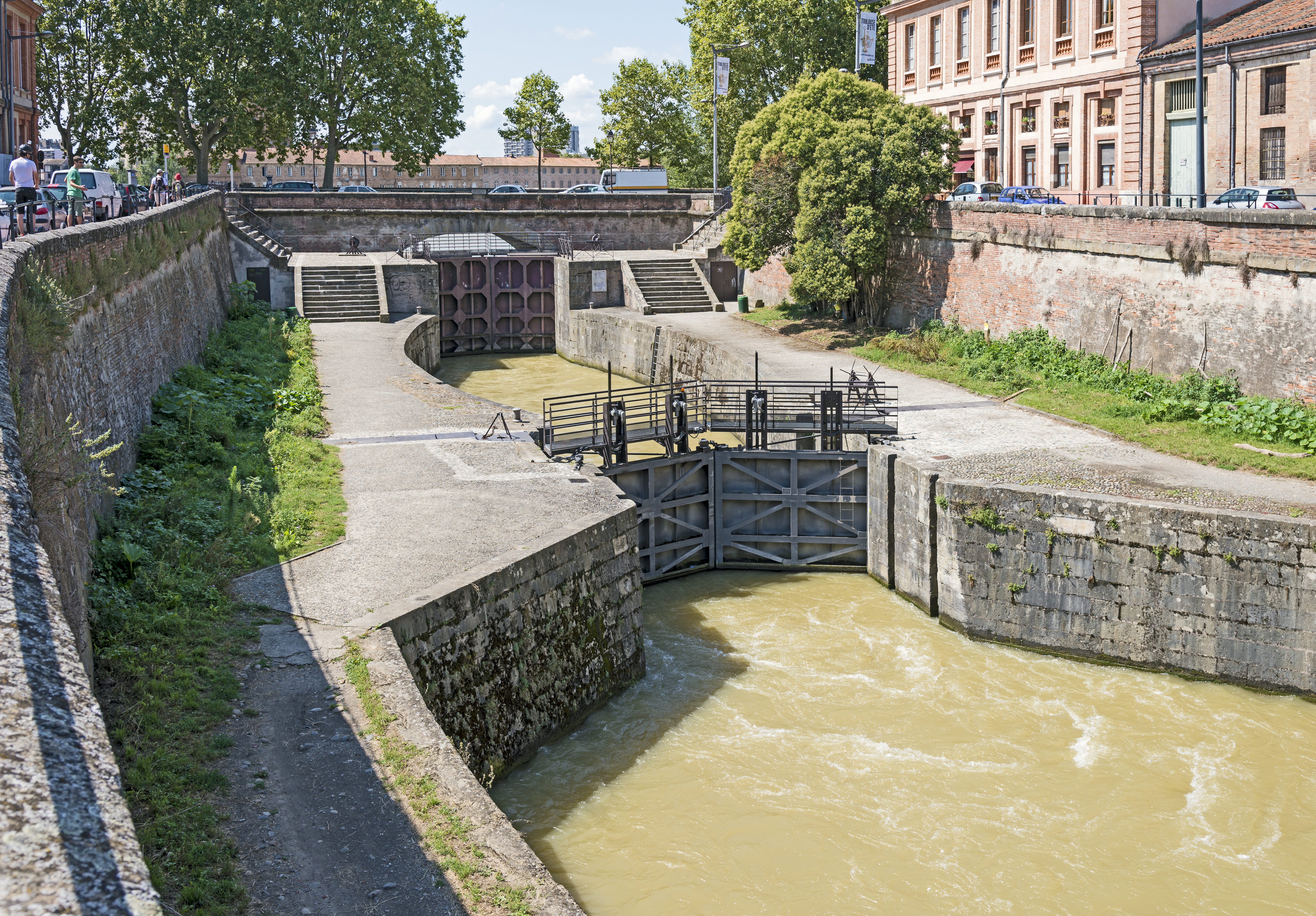
Écluse Saint-Pierre.
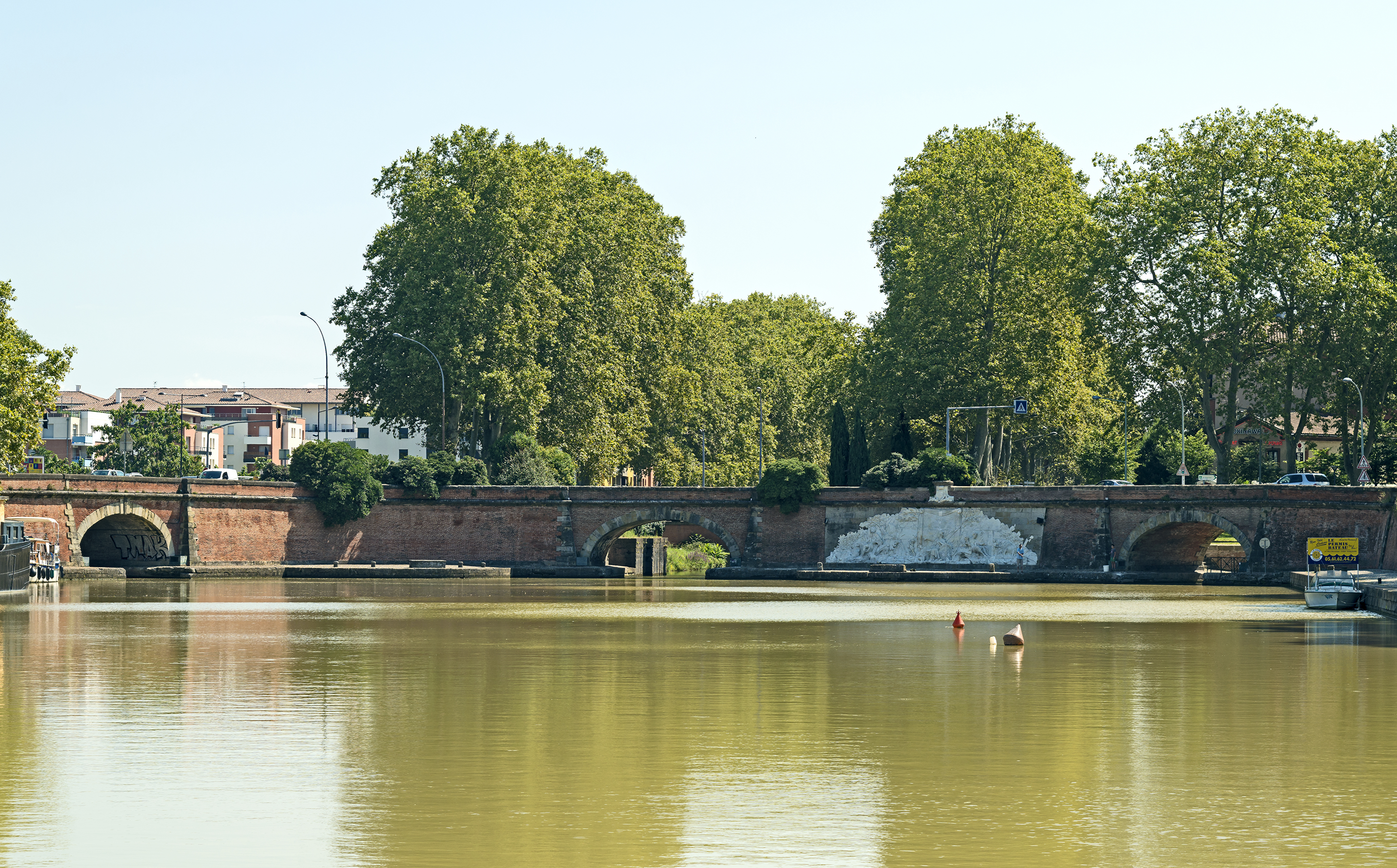
Ponts-Jumeaux avec l'entée du canal de Brienne à gauche.
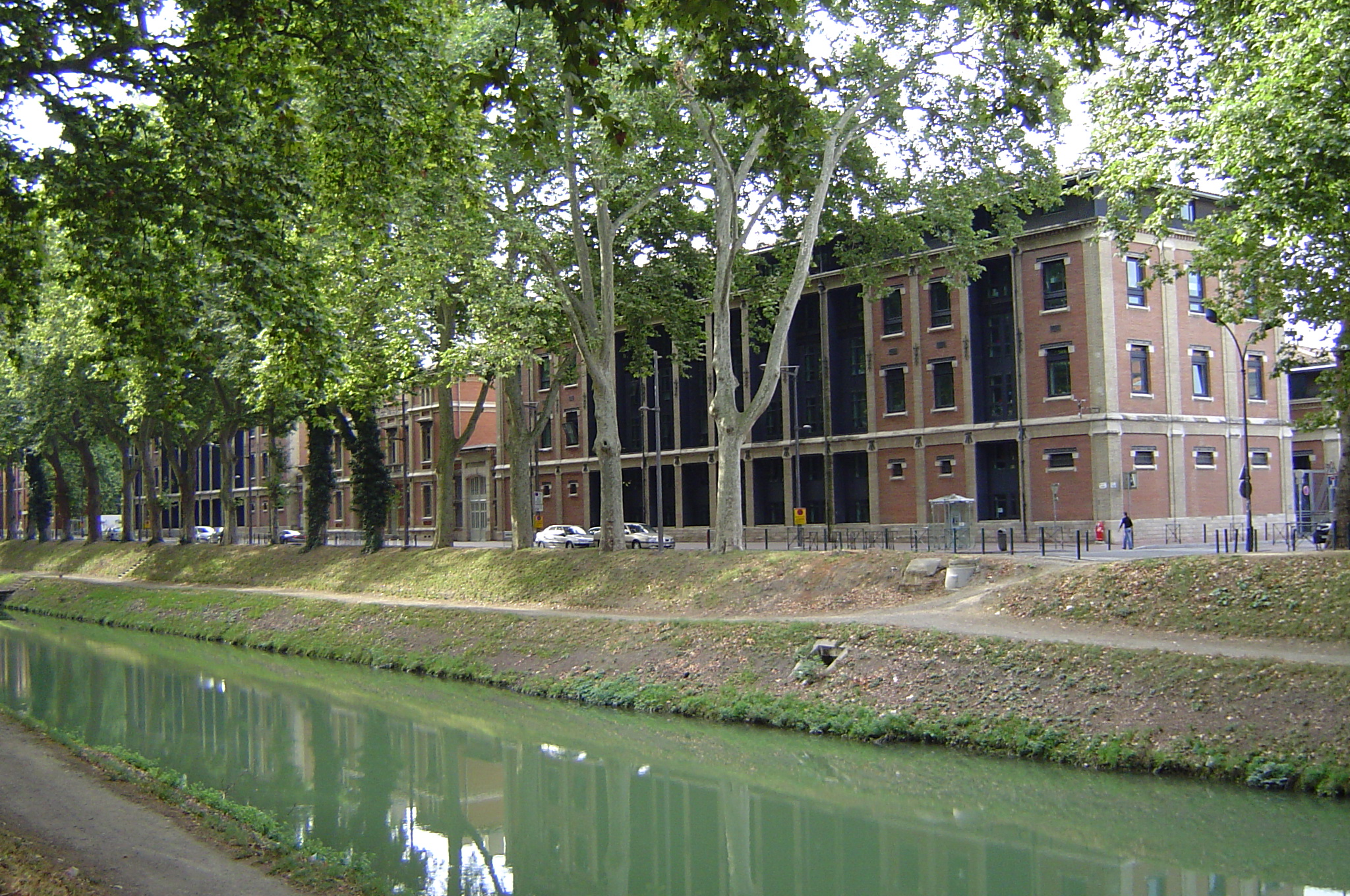
Canal de Brienne et la manufacture des tabacs de Toulouse en arrière plan.

## Histoire

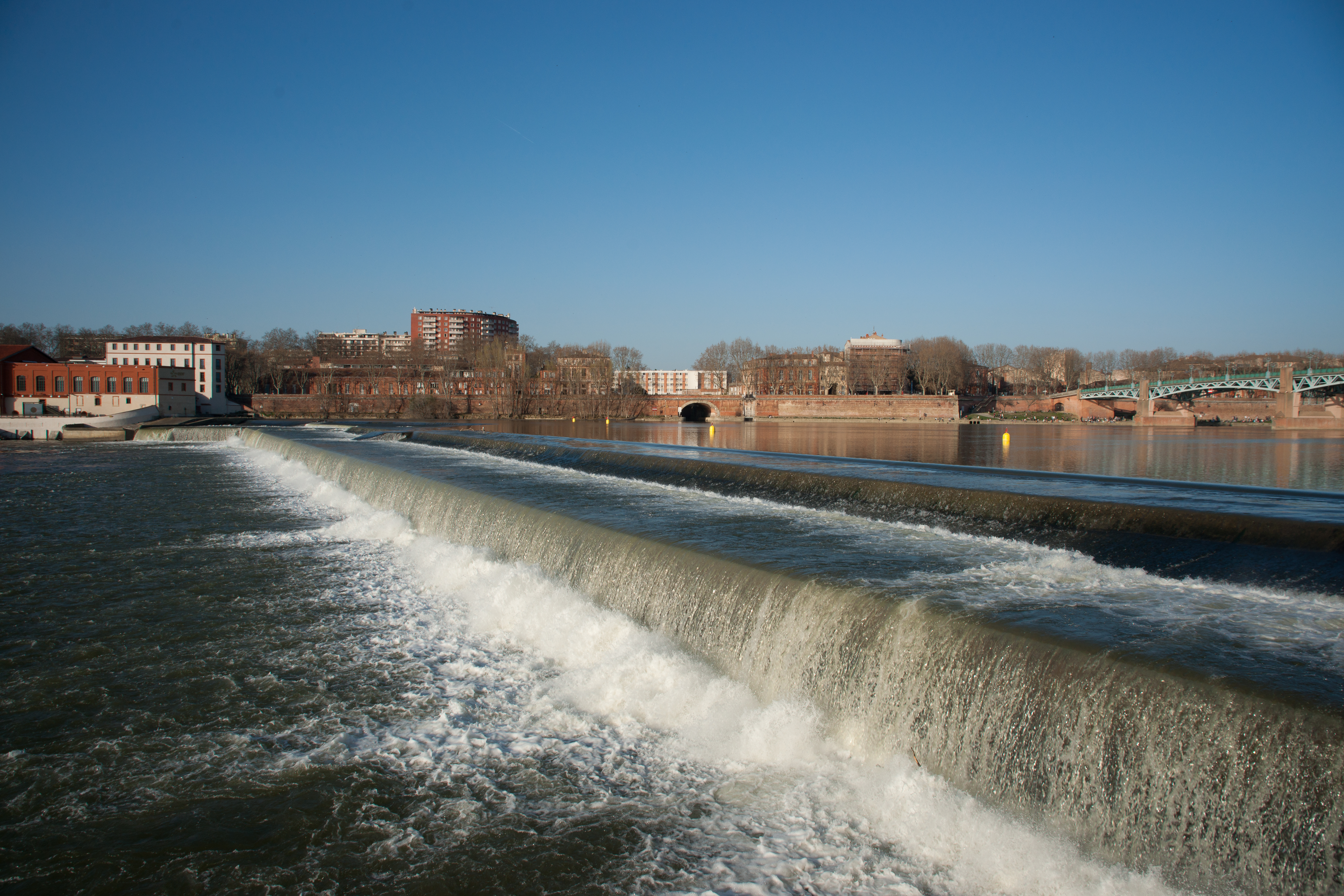
Au centre pont de l'accès à la Garonne du canal de Brienne au niveau du Bazacle.

La construction du canal de Brienne fut décidée par les États de Languedoc en 1760 : le canal du Midi passait au-delà des murs de la ville et rejoignait la Garonne en aval de la chaussée du Bazacle. La création du canal rendait ainsi le centre de la ville accessible par voie d'eau.
Les travaux débutèrent en 1765 et conduisirent au creusement du canal et d'un port à l'embouchure des deux canaux (aux Ponts-Jumeaux) ; il fut inauguré le 14 avril 1776.
Au départ nommé canal Saint-Pierre, il prendra le nom de canal de Brienne, en l'honneur d'Étienne-Charles de Loménie de Brienne (1727-1794), archevêque de Toulouse.
En 2017, les platanes qui bordent le canal sont protégés par le label « arbres remarquables de France ».